# Beatriu de Saint Pol
Beatriu de Saint Pol fou comtessa d'Amiens, filla d'Hug II de Campdavaine, comte de Saint Pol i probablement de la seva segona esposa Margarida de Clermont.
A la mort de Margarida el 1146 va heretar el comtat d'Amiens i altres drets que va aportar a la casa de Boves, per haver-se casat abans o després d'aquesta data amb Robert de Boves, (? - 1191), senyor de Boves, fill de Tomàs de Marle. Els drets no foren reconeguts i Raül I de Vermandois va ocupar el comtat que ja reclamava abans. No se sap quan va morir Beatriu; Robert va morir el 1191.